# Liste der Biografien/Tsi
Liste der Biografien |
Portal Biografien |
Personensuche
# |
A |
B |
C |
D |
E |
F |
G |
H |
I |
J |
K |
L |
M |
N |
O |
P |
Q |
R |
S |
T |
U |
V |
W |
X |
Y |
Z |
?
 
Ta |
Tc |
Te |
Tf |
Tg |
Th |
Ti |
Tj |
Tk |
Tl |
Tm |
To |
Tq |
Tr |
Ts |
Tu |
Tv |
Tw |
Tx |
Ty |
Tz
 
Tsa |
Tsc |
Tse |
Tsh |
Tsi |
Tsj |
Tso |
Tsu |
Tsv |
Tsy |
Tsz
Die Liste der Biografien führt alle Personen auf, die in der deutschsprachigen Wikipedia einen Artikel haben. Dieses ist eine Teilliste mit 69 Einträgen von Personen, deren Namen mit den Buchstaben „Tsi“ beginnt.

## Tsi

### Tsia
- Tsiahoana, Albert Joseph (1927–2012), römisch-katholischer Bischof
- Tsiamis, Dimitris (* 1982), griechischer Dreispringer
- Tsiamita, Paraskevi (* 1972), griechische Dreispringerin
- Tsiang, Un-kai (1904–1995), taiwanischer Diplomat
- Tsiartas, Vasilios (* 1972), griechischer Fußballspieler
- Tsiartsiani, Maria (* 1980), griechische Beachvolleyballspielerin
- Tsiavou, Alexandra (* 1985), griechische Ruderin

### Tsib
- Tsiba, Léontine (* 1973), kongolesische Leichtathletin
- Tsibinda, Marie Léontine (* 1958), kongolesisch-kanadische Autorin und Schauspielerin
- Tsibulskaya, Yulia (* 1933), moldauische Komponistin

### Tsie
- Tsie, Mosolesa (* 1980), lesothischer Boxer
- Tsien Chih-ch’un, Andrew (1926–2009), chinesischer Geistlicher, Bischof von Hualien
- Tsien, Billie (* 1949), US-amerikanische Architektin
- Tsien, Jean, taiwanische Filmproduzentin und -editorin
- Tsien, Roger (1952–2016), US-amerikanischer Zellbiologe und Chemienobelpreisträger
- Tsien, Tsuen-hsuin (1910–2015), chinesischer Sinologe in Chicago

### Tsig
- Tsiganov, Misha (* 1966), russischer Jazzmusiker (Piano)
- Tsigas, Athanasios (* 1982), griechischer Fußballspieler
- Tsige, Solomon (* 1985), äthiopischer Langstreckenläufer

### Tsik
- Tsiklauri, Nini (* 1992), deutsche Schauspielerin und Nachwuchssängerin georgischer Herkunft
- Tsiklitiras, Konstantinos (1888–1913), griechischer Leichtathlet und Olympiasieger
- Tsiklitiras, Leonidas, griechischer Turner
- Tsikoliya, Zviad (* 1971), georgischer Industriedesigner
- Tsikouna, Styliani (* 1972), griechische Diskuswerferin

### Tsil
- Tsilas, Loucas (* 1939), griechischer Diplomat
- Tsilidis, Konstantinos, griechischer Krebs-Epidemiologe
- Tsilimparis, Konstantinos (* 1979), griechischer Handballtorwart
- Tsilimpiou, Anastasia (* 1997), griechische Schauspielerin und Model
- Tsilis, Giannis (* 1986), griechischer Ruderer
- Tsilis, Gust (* 1956), amerikanischer Jazzmusiker und Komponist

### Tsim
- Tsimas, Pavlos (* 1953), griechischer Journalist
- Tsimerman, Jacob (* 1988), kanadischer Mathematiker
- Tsimikas, Kostas (* 1996), griechischer FußballspielerKostas Tsimikas (* 1996)

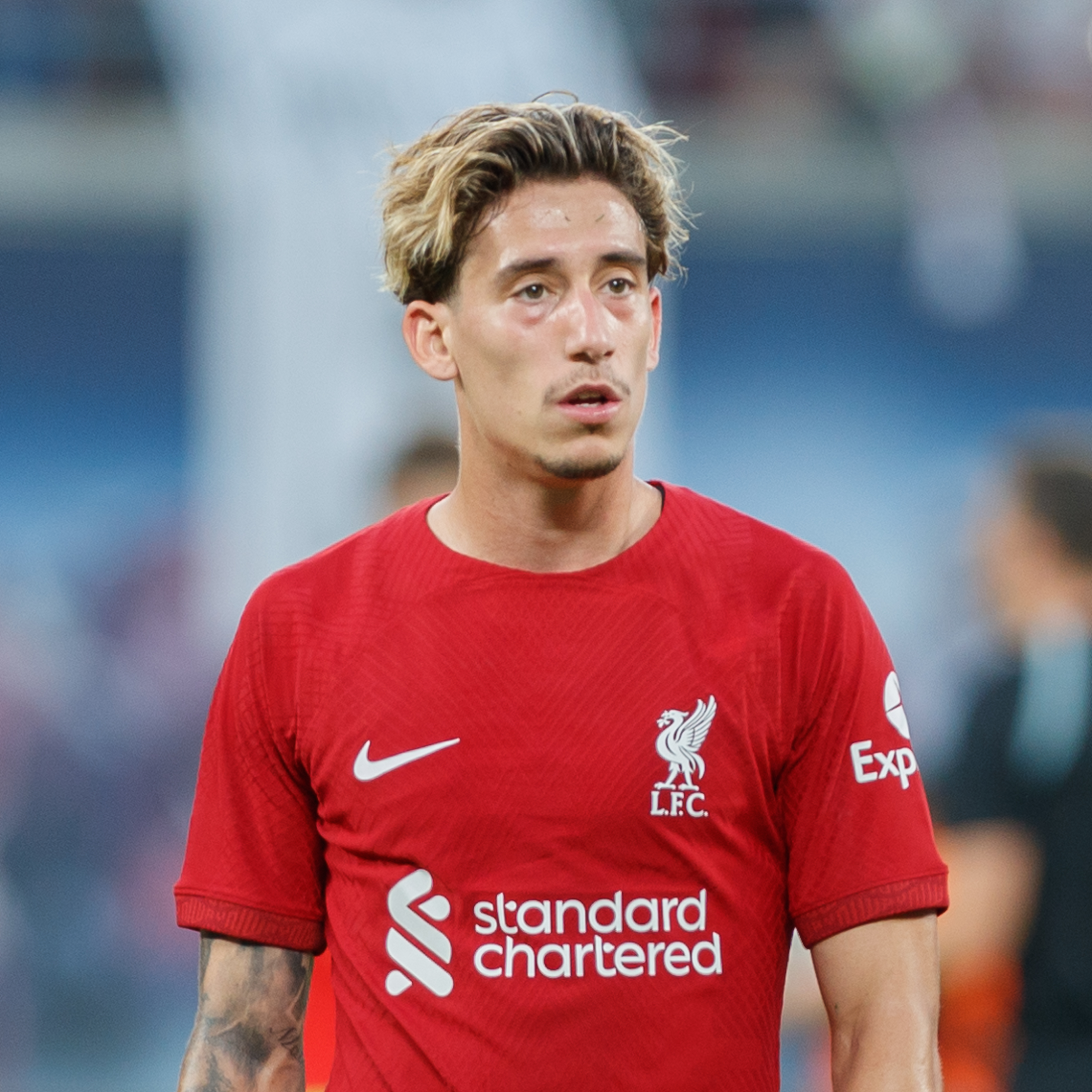
Kostas Tsimikas (* 1996)

### Tsin
- Tsing, Anna (* 1952), amerikanische Anthropologin
- Tsingou, Mary (* 1928), US-amerikanische Programmiererin
- Tsinguirides, Georgette (* 1928), deutsch-griechische Balletttänzerin und Choreologin
- Tsintsadze, Dito (* 1957), georgischer Drehbuchautor und Filmregisseur

### Tsio
- Tsiode, Stanford (* 2000), nauruischer Leichtathlet und Behindertensportler
- Tsiofliki, Andromachi (* 1986), griechische Fußballschiedsrichterin
- Tsiokas, Daniel (* 1971), griechischer Tischtennisspieler
- Tsiolkas, Christos (* 1965), australischer Schriftsteller und Dramatiker
- Tsionanis, Dimitrios (* 1961), griechischer Fußballspieler
- Tsionanis, Pantelis (* 1962), griechischer Fußballspieler

### Tsip
- Tsipis, Kosta (1934–2020), griechisch-US-amerikanischer Physiker
- Tsipras, Alexis (* 1974), griechischer PolitikerAlexis Tsipras (* 1974)

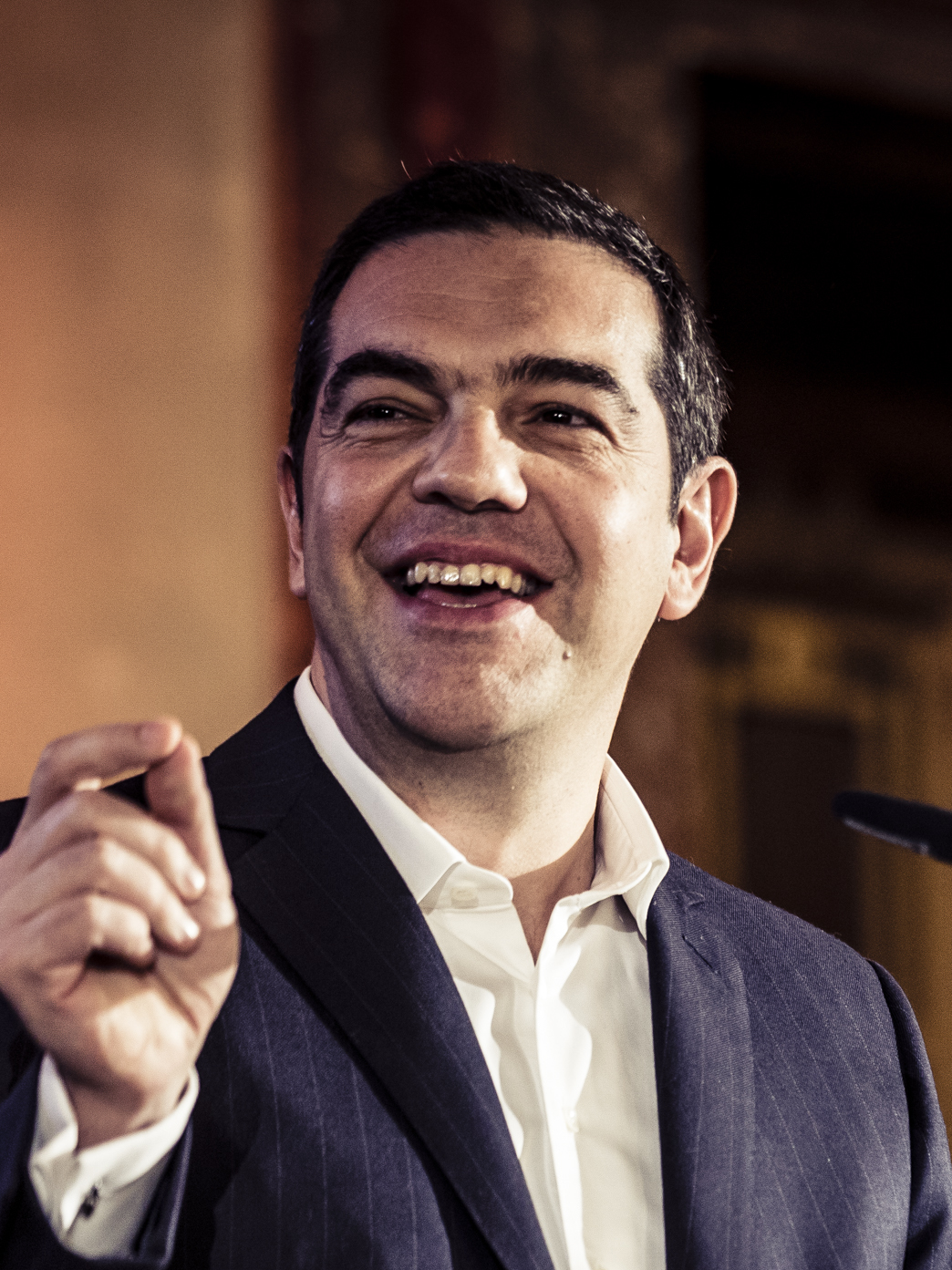
Alexis Tsipras (* 1974)

### Tsir
- Tsiranana, Philibert (1912–1978), madagassischer Politiker, Präsident Madagaskars (1960–1972), Mitglied der Nationalversammlung (Frankreich)
- Tsirba, Maria (* 1979), griechische Mittel- und Langstreckenläuferin
- Tsirbas, Aristomenis (* 1967), kanadischer Digital-Animator und Filmregisseur
- Tsirekidze, Rauli (* 1987), georgischer Gewichtheber
- Tsirelson, Boris (1950–2020), israelischer Mathematiker
- Tsiri, Katerina (* 1971), griechische Biathletin
- Tsirimokos, Ilias (1907–1968), griechischer Politiker und Ministerpräsident
- Tširkova, Svetlana (* 1945), sowjetische Fechterin
- Tsironikos, Hektor (1882–1964), griechischer Unternehmer und rechtsextremer Politiker

### Tsis
- Tsiskaridze, Zourab (* 1986), US-amerikanischer Fußballspieler

### Tsit
- Tsitas, Antonios (* 1874), griechischer Tauzieher
- Tsitas, Georgios (* 1872), griechischer Ringer
- Tsiter, Chrysostomos (1903–1995), griechischer Geistlicher, griechisch-orthodoxer Metropolit von Austria
- Tsitos, Filippos (* 1966), deutsch-griechischer Film- und Fernsehregisseur
- Tsitsanis, Vasilis (1915–1984), griechischer Sänger, Komponist und Bouzouki-Virtuose
- Tsitselē, Kaiē (1926–2001), griechisch-französische Schriftstellerin
- Tsitsiklis, John N. (* 1958), griechisch-US-amerikanischer Informatiker und Wirtschaftswissenschaftler
- Tsitsikronis, Taylah (* 1994), australische Softballspielerin
- Tsitsipas, Pavlos (* 2006), griechischer Tennisspieler
- Tsitsipas, Petros (* 2000), griechischer Tennisspieler
- Tsitsipas, Stefanos (* 1998), griechischer TennisspielerStefanos Tsitsipas (* 1998)

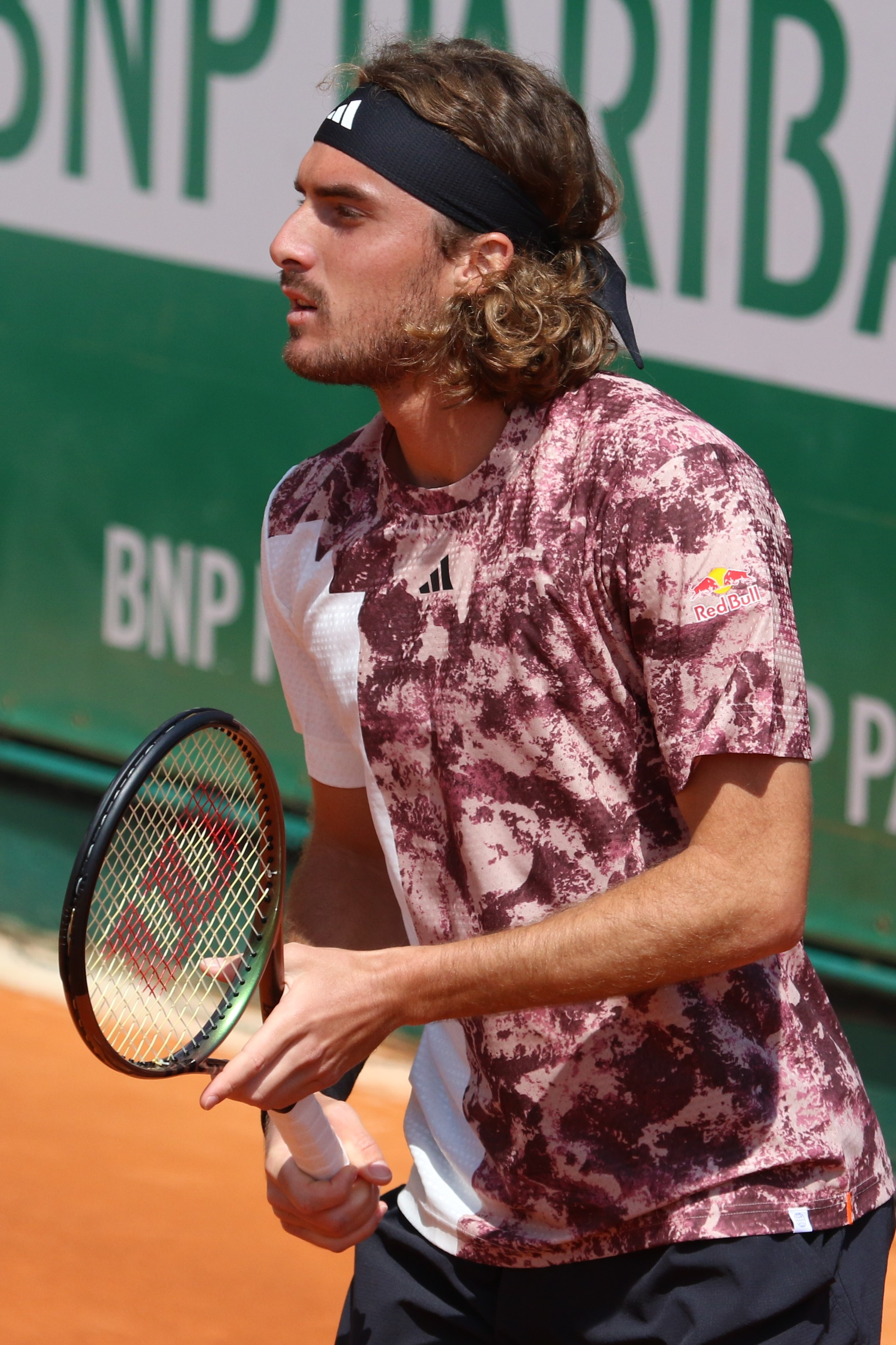
Stefanos Tsitsipas (* 1998)

- Tsitsis, Georgios (* 1989), griechischer Fußballspieler
- Tsitsos, Dimitris (* 2000), griechischer Speerwerfer

### Tsiv
- Tsivoglou, Ernest (1922–2007), US-amerikanischer Strahlenschützer und Gewässerschützer